# Coregonus vandesius
Coregonus vandesius är en fiskart som beskrevs av J. Richardson, 1836. Coregonus vandesius ingår i släktet Coregonus och familjen laxfiskar. Inga underarter finns listade i Catalogue of Life.
Arten förekommer i Europa, i sjöarna Derwent Water och Bassenthwaite Lake (Cumbria) i England och sjöarna Castle Loch och Mill Loch nära Lochmaben i Skottland. Arten blev införd i sjön Loch Skeen. Individerna uppsöker under november och december sjöns grunda delar för äggens befruktning. Coregonus vandesius fortplantar sig för första gången när den är 2 till 3 år gammal och den lever upp till 10 år. Födan utgörs av kräftdjur och av vattenlevande insekter. Beståndet i Skottland hotas av övergödning. I sjön Bassenthwaite Lake introducerades gärs (Gymnocephalus cernua) som äter ägg från Coregonus vandesius. Inga hot är kända för sjön Derwent Water. IUCN kategoriserar arten globalt som starkt hotad.